# スパンダー・バレエ
スパンダー・バレエ（Spandau Ballet）は、イギリスのバンド。1983年に「トゥルー」のヒットを放ったことで知られる。本人を含む英語圏ではバンド名は「スパンダウ・バレー」に近い発音である。

## 来歴
1979年にゲイリーとマーティンのケンプ兄弟を中心に結成された。バンド名はベルリンの郊外シュパンダウで見かけた落書きに由来するという。1980年にデビューし、当時イギリスで勃興していたニューロマンティック系のアーティストの一つとして、いくつかのヒットを放った。
彼らの代表曲の「トゥルー」は1960年代のモータウン・ソウルへのオマージュ的作品で、1983年にアメリカでも大ヒットを記録した。その後数年間はイギリスではそこそこの人気が続いたが、アメリカではこの年以降はこれといったヒットを出すことはできなかった。やがてケンプ兄弟は俳優活動に軸足を移す。1990年に解散（関連資料によっては1989年とされることもある）。
なお1991年にP.M.ドーンが「トゥルー」をサンプリングした「Set Adrift On Memory Bliss」をイギリスやアメリカで大ヒットさせている。
1990年代に作品の権利に関する裁判もあり、ケンプ兄弟VSトニーを含む他メンバーは20年近く対立していたが、2009年3月にオリジナル・メンバーで再結成することを発表する。同年10月にはアイルランドを含む全英ツアーをスタートさせた。
2009年11月、ニュー・シングル「Once more」とニュー・アルバム『Once more』を発表し活動していたが、2017年7月にボーカルのトニーが脱退した。代わって、2018年からロス・ウィリアム・ワイルドがボーカルとして加入した。
新ボーカリストを迎え新体制が整ったが、バンドは公演を重ねていくにつれて、ファンが望んでいることはオリジナル・メンバー5人が揃うことであると実感。2019年5月23日、ロス・ウィリアム・ワイルドの功績を称えるとともに、トニー・ハドリーが戻るまでバンド活動を中止することが発表された。

## メンバー
- ゲイリー・ケンプ (Gary Kemp) - ギター
- マーティン・ケンプ (Martin Kemp) - ベース
- スティーヴ・ノーマン (Steve Norman) - サックス、パーカッション
- ジョン・キーブル (John Keeble) - ドラムス

### 旧メンバー
- トニー・ハドリー (Tony Hadley) - ボーカル
- マイケル・エリソン (Michael Ellison) - ベース
- リチャード・ミラー (Richard Miller) - ベース
- ロス・ウィリアム・ワイルド (Ross William Wild) - ボーカル

## ディスコグラフィ

### スタジオ・アルバム
- 『ジャニーズ・トゥ・グローリー』 - Journeys to Glory (1981年)
- 『ダイヤモンド』 - Diamond (1982年)
- 『トゥルー』 - True (1983年)
- 『パレード』 - Parade (1984年)
- 『スルー・ザ・バリケーズ』 - Through the Barricades (1986年)
- 『ハート・ライク・ア・スカイ』 - Heart Like a Sky (1989年)
- 『ワンス・モア』 - Once More[6] (2009年)